# Alain Pichon (haut-fonctionnaire)
Pour les articles homonymes, voir Pichon.
Alain Pichon, né le 29 novembre 1945 à Ajaccio (Corse), est un haut fonctionnaire français. Magistrat à la Cour des comptes, il en a assuré la présidence par intérim pendant deux mois en 2010, de la mort de Philippe Séguin à la nomination de Didier Migaud.

## Biographie

### Formation
Il suit des études de droit à l'université et obtient une licence de droit. Il est également admis à l'Institut d'études politiques de Paris.
De 1969 à 1971, il est élève de l'École nationale d'administration (promotion Thomas-More).

### Parcours professionnel
Son rang de sortie à l'ENA lui permet d'entrer à la Cour des comptes, comme auditeur, en 1971. 
De 1976 à 1981 il est conseiller à la Cour suprême du Sénégal.
De retour en France en 1981, il est nommé conseiller référendaire puis membre du cabinet de Michel Rocard, ministre de l'Agriculture.
Il est nommé secrétaire général adjoint de la Cour des comptes en 1983 puis secrétaire général de 1987 à 1991.
Promu conseiller-maître en 1990, il est président de la Chambre régionale des comptes d'Aquitaine de 1994 à 1998 puis de la Région PACA de 1998 à 2004.
Il est nommé président de la quatrième chambre le 27 octobre 2004,.
Après le décès de Philippe Séguin, Alain Pichon, alors doyen des présidents de chambre, est désigné comme premier président de la Cour des comptes par intérim jusqu'à la nomination de Didier Migaud, et, à ce titre commissaire aux comptes de nombreuses organisations internationales et Président de la Cour de discipline budgétaire et financière.

### Retraite
Alain Pichon est admis à faire valoir ses droits à la retraite à compter du 30 novembre 2010. 
Il est nommé membre de la commission permanente de contrôle des sociétés de perception et de répartition des droits en 2014, siège au conseil stratégique de l'Agence française anticorruption à partir de 2017 et au collège de contrôle de la commission de contrôle des organismes de gestion des droits d'auteur et des droits voisins à partir de 2019,,,.

## Décorations
- Commandeur de la Légion d'honneur en 2010[13] (officier en 2003[14], chevalier en 1993).
- Commandeur de l'ordre national du Mérite en 2008[15] (officier en 1997, chevalier en 1985).
- Chevalier de l'ordre du Mérite agricole.
- Officier de l'ordre des Arts et des Lettres en 2012[16].
- Commandeur de l'Ordre national du Lion du Sénégal.